# Kuiftok
De kuiftok (Lophoceros alboterminatus synoniem: Tockus alboterminatus) is een neushoornvogel die voorkomt in het Afrotropisch gebied.

## Beschrijving
De kuiftok is 48 tot 51 cm lang. De vogel is overwegend zwartbruin gekleurd met witte vlekjes op de uiteinden van de staartveren, een eveneens witte borst en buik en een dofrode, kromme snavel. Met de rode snavel in combinatie met het donkere uiterlijk onderscheidt deze tok zich van de andere Afrikaanse tokken.

## Verspreiding en leefgebied
De kuiftok komt voor in Midden- en Oost-Afrika en er worden geen ondersoorten (meer) onderscheiden. De leefgebieden zijn hoger gelegen, vochtige en droge bosgebieden, riviergeleidend bos en ook regenwoud.

## Status
De grootte van de populatie is niet gekwantificeerd maar de soort wordt omschreven als plaatselijk algemeen. Op de Rode lijst van de IUCN heeft deze soort de status niet bedreigd.